# Talkkunapää
Talkkunapää (finska) eller Talkkunaoaivi (samiska) är ett fjäll på gränsen mellan Finland och Ryssland. Det ligger i den norra delen av landet, 900 km norr om huvudstaden Helsingfors. Toppen på Talkkunapää är 632 meter över havet, eller 233 meter över den omgivande terrängen. Bredden vid basen är 7,5 km. Den finska delen av Talkkunapää ligger i Urho Kekkonens nationalpark.
Talkkunapää ingår i vattendelaren Maanselkä mellan Östersjön och Barents hav. Trakten runt Talkkunapää är nära nog obefolkad, med mindre än två invånare per kvadratkilometer. Det finns inga samhällen i närheten. 
Trakten ingår i den boreala klimatzonen. Årsmedeltemperaturen i trakten är −4 °C. Den varmaste månaden är juli, då medeltemperaturen är 14 °C, och den kallaste är januari, med −16 °C.